# جوزپه کاساری
جوزپه کاساری (به ایتالیایی: Giuseppe Casari) دروازه‌بان فوتبال اهل ایتالیا بود 

## تیم ملی
از سال ۱۹۴۸ میلادی عضو تیم ملی فوتبال ایتالیا بوده و در ۶ بازی ملی حضور داشته‌است. او در بازی‌های ملی‌اش ۸ گل دریافت کرد.
جوزپه کاساری آخرین بازی ملی خود را در سال ۱۹۵۱ میلادی انجام داد.